# クビワカモメ

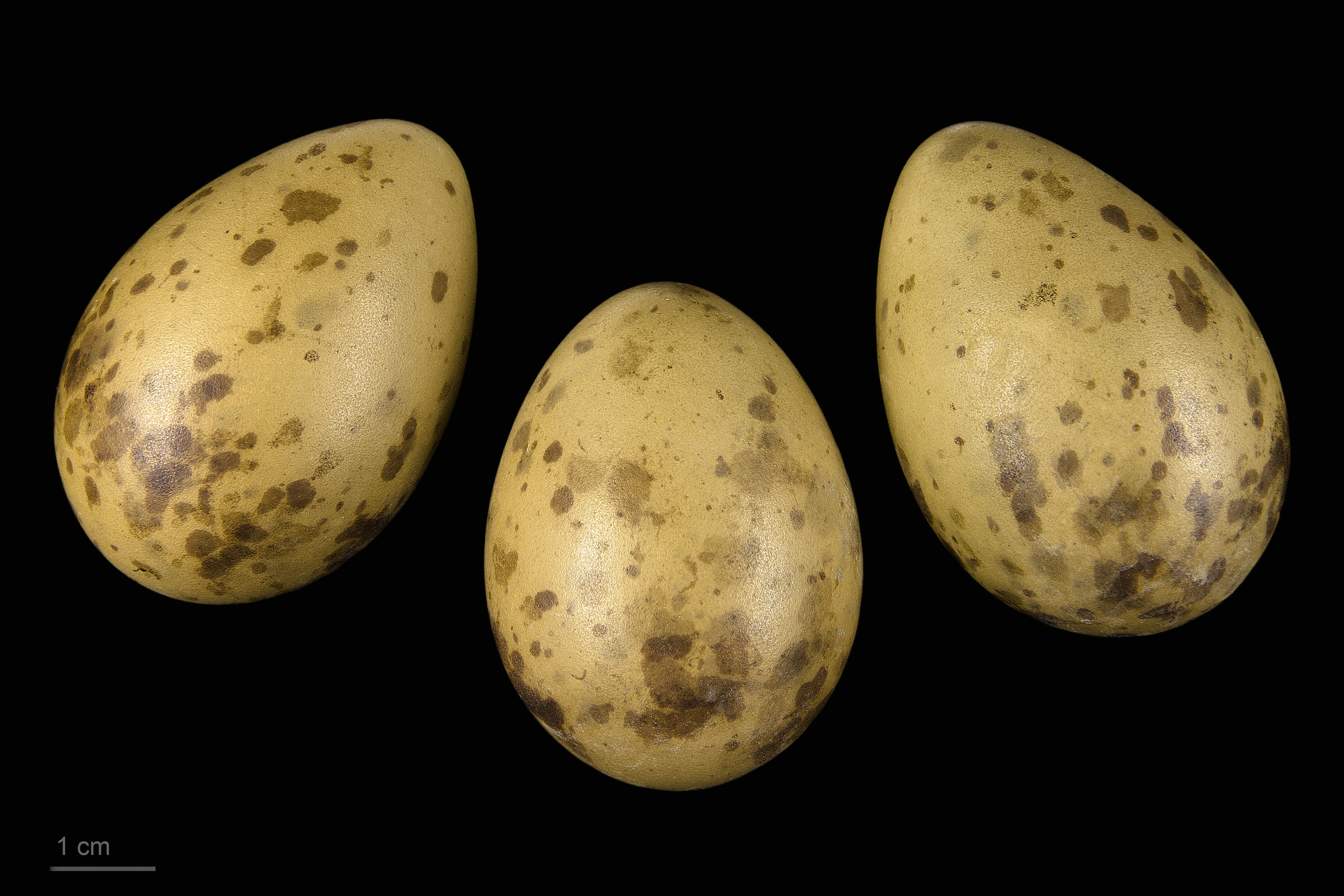
Xema sabini

クビワカモメ（首輪鴎、学名：Xema sabini）は、チドリ目カモメ科に分類される鳥である。

## 分布
グリーンランドや北アメリカ、シベリアの北極圏で繁殖する。冬はアフリカ西岸の喜望峰付近や南アメリカのチリ中部まで南下して越冬する。
日本は渡りのルートから外れているため、きわめてまれに迷鳥として記録されたのみ。これまでの記録は、北海道、宮城県、石川県など。北海道では30羽程度の群れも観察されている。